# Erica danguyana
Erica danguyana är en ljungväxtart som först beskrevs av Joseph Marie Henry Alfred Perrier de la Bâthie, och fick sitt nu gällande namn av Laurence J. Dorr och E. G. H. Oliv. Erica danguyana ingår i släktet klockljungssläktet, och familjen ljungväxter. Inga underarter finns listade i Catalogue of Life.